# Аяганов, Алибек Максутович
Алибе́к Максу́тович Аяга́нов (каз. Әлібек Мақсұтұлы Аяғанов; 13 января 1992, Павлодар) — казахстанский футболист, полузащитник.

## Карьера

### Клубная
Воспитанник павлодарского футбола. В 2008 начинал карьеру в дубле местного клуба «Иртыш». 20 августа 2011 года забил свой первый гол в чемпионате страны в матче против шымкентского «Ордабасы» (3:0). Летом 2015 года на правах аренды пополнил семейский «Спартак».

### В сборной
Был капитаном юношеской сборной Казахстана.

## Достижения
- Серебряный призёр чемпионата Казахстана: 2012
- Финалист Кубка Казахстана: 2012
- Финалист Кубка НФЛ Казахстана: 2010